# Ordre de l'Étoile blanche d'Estonie

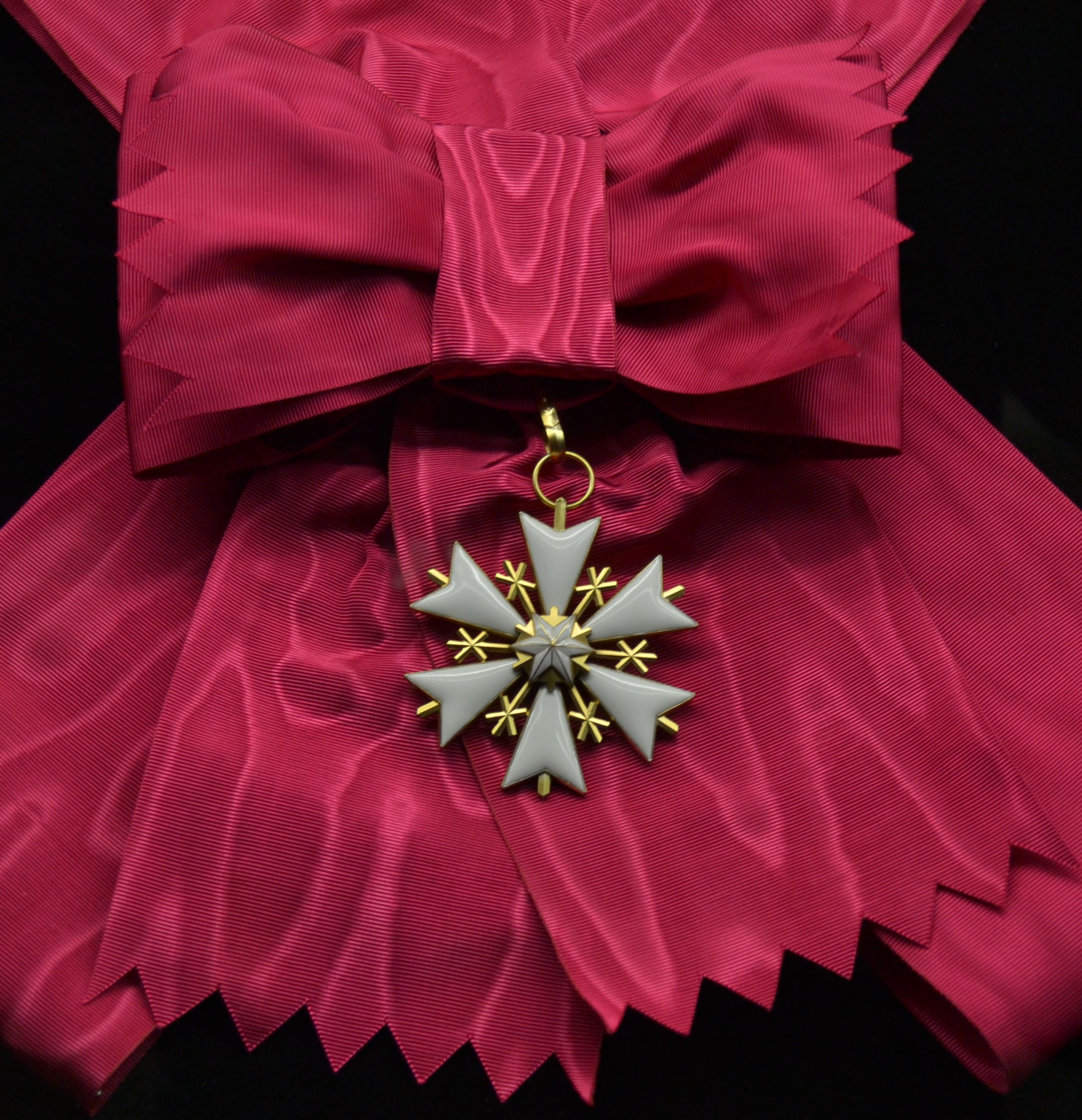
Ordre de l'Étoile blanche - la première classe

L'Ordre de l'Étoile blanche d'Estonie (en estonien : Valgetähe teenetemärk) est une distinction donnée à des citoyens d'Estonie ou étrangers pour reconnaissance de services rendus envers l'État, le domaine public, ou les gouvernements locaux. Il a été créé le 7 octobre 1936 par le président Konstantin Päts.

## Rangs
L'ordre comprend cinq classes distinctes :
- La Première classe.
- La Deuxième classe.
- La Troisième classe.
- La Quatrième classe.
- La Cinquième classe.

## Rubans
Les rubans sur fond rouge et rosette d'argent ou d'or sont directement inspirés de ceux de l'Ordre de la Légion d'honneur française :
| Rubans de l'Ordre de l'Étoile blanche d'Estonie | Rubans de l'Ordre de l'Étoile blanche d'Estonie | Rubans de l'Ordre de l'Étoile blanche d'Estonie | Rubans de l'Ordre de l'Étoile blanche d'Estonie | Rubans de l'Ordre de l'Étoile blanche d'Estonie |
| ----------------------------------------------- | ----------------------------------------------- | ----------------------------------------------- | ----------------------------------------------- | ----------------------------------------------- |
| 1re Classe                                      | 2e Classe                                       | 3e Classe                                       | 4e Classe                                       | 5e Classe                                       |